# Улица Пилю (Рига)
Улица Пи́лю (латыш. Pīļu iela — Утиная) — небольшая улица в Видземском предместье города Риги, в Пурвциемсе.
Проходит от улицы Айнавас до улицы Стирну. С другими улицами не пересекается. Первоначально доходила до перекрёстка с улицей Упеню, однако при перепланировке района протяжённость улицы сократилась.
Общая длина — 232 метра. На всём протяжении имеет асфальтовое покрытие. Общественный транспорт по улице не курсирует.
Впервые упоминается в перечне улиц города в 1935 году под своим нынешним названием, которое никогда не изменялось.